# Interstate 95
Az Interstate 95 (95-ös országos autópálya) az Amerikai Egyesült Államok észak-dél irányú autópályái közé sorolható, ugyanis így szeli át az országot. Több mint 3000 kilométer hosszú, 16 államot érint.

## Nyomvonala
| Állam   | Mérföld  | Kilométer |
| ------- | -------- | --------- |
| FL      | 382,15   | 615,01    |
| GA      | 112,00   | 180,25    |
| SC      | 198,76   | 319,87    |
| NC      | 181,71   | 292,43    |
| VA      | 178,73   | 287,64    |
| DC      | 0,11     | 0,18      |
| MD      | 110,01   | 117,04    |
| DE      | 23,43    | 37,71     |
| PA      | 51,08    | 82,21     |
| NJ      | 97,76    | 157,33    |
| NY      | 23,50    | 37,82     |
| CT      | 111,57   | 179,55    |
| RI      | 42,36    | 68,17     |
| MA      | 91,95    | 147,98    |
| NH      | 16,11    | 25,93     |
| ME      | 298,51   | 480,41    |
| Teljes: | 1.919,74 | 3.089,52  |

Ez az autópálya Maine állam Houlton nevű városának a Kanadába való átjutást lehetővé tevő határátkelőjét köti össze a Floridában lévő Miamival. Az autópálya igénybe vehető az E-Z Pass díjfizető rendszerrel. Az általános sebességkorlátozás 65 mérföld/óra.

## Főbb városok

### Florida
- Miami
- Daytona Beach
- Jacksonville

### Georgia
- Savannah

### Dél-Karolina
- Harleyville
- Florence

### Észak-Karolina
- Lumberton
- Benson

### Virginia

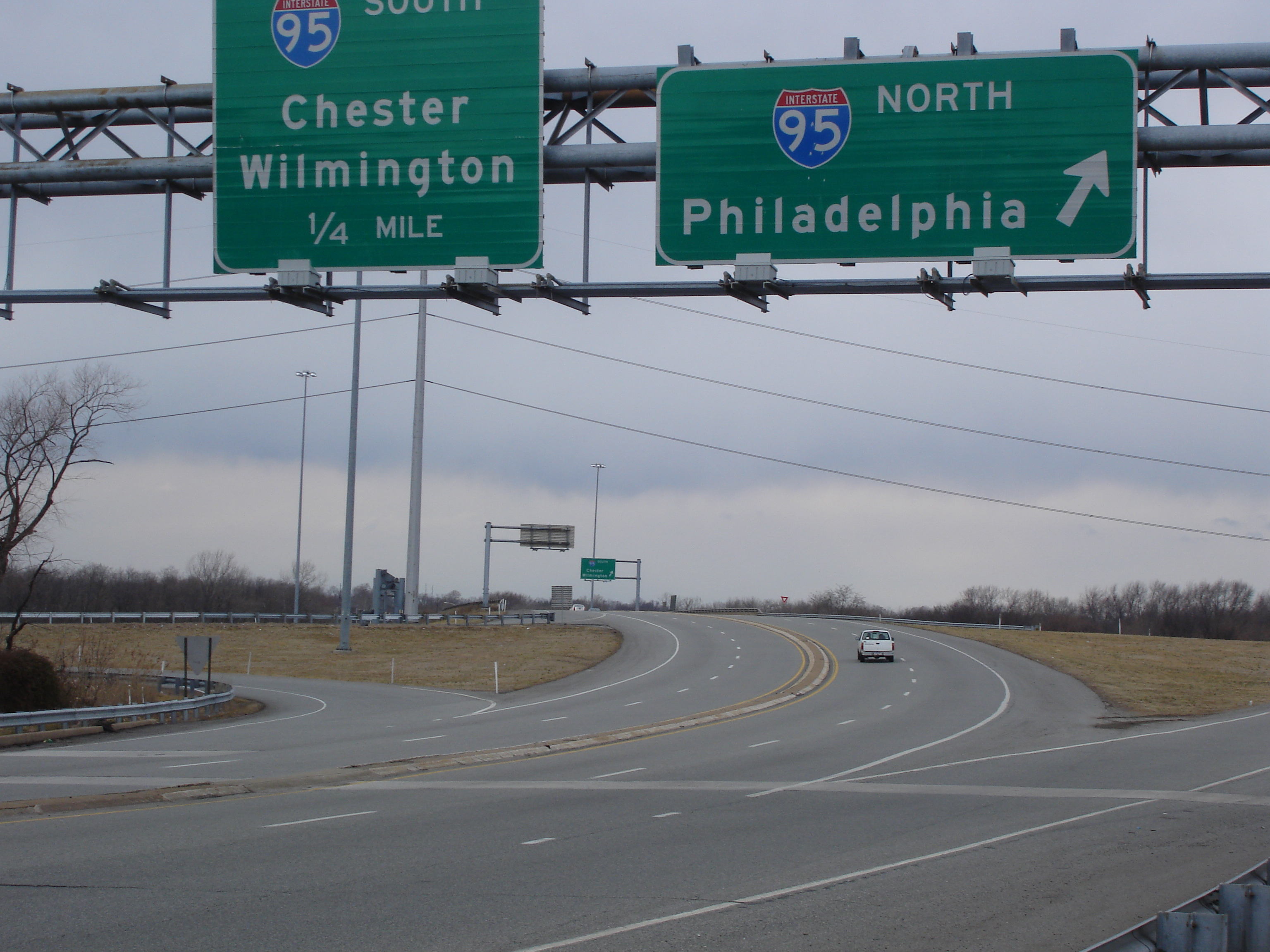
Kijárat a pennsylvaniai Philadelphiánál

- Petersburg
- Richmond

### District of Columbia
Washington D.C

### Maryland
- Baltimore

### Pennsylvania
- Philadelphia

### New Jersey
- New Brunswick
- Newark

### New York
- New York

### Connecticut
- New Haven

### Massachusetts
- Boston
- Weston
- Woburn

## Fordítás
- Ez a szócikk részben vagy egészben  az   Interstate 95 című angol Wikipédia-szócikk fordításán alapul.  Az eredeti cikk szerkesztőit annak laptörténete sorolja fel. Ez a jelzés csupán a megfogalmazás eredetét és a szerzői jogokat jelzi, nem szolgál a cikkben szereplő információk forrásmegjelöléseként.